# Chanac-les-Mines
 Chanac-les-Mines  (en occitano Chanac) es una comuna y población de Francia, en la región de Lemosín, departamento de Corrèze, en el distrito de Tulle y cantón de Tulle Campagne Sur.
Su población en el censo de 2008 era de 509 habitantes.
Está integrada en la Communauté de communes Tulle et Coeur de Corrèze.

## Demografía
| 268 | 291 | 389 | 511 | 511 | 482 | 509 |
| Para los censos de 1962 a 1999 la población legal corresponde a la población sin duplicidades (Fuente: INSEE [Consultar]) |     |     |     |     |     |     |